# 한가은 (가수)
한가은(1974년~)은 대한민국의 가수이다.

## 경력
- 2011년 한국대학발명협회 홍보대사
- 2012년 서울식약청장 HACCP 바로 알리기 캠페인 홍보대사

## 수상
- KBC열창무대 대상 수상
- KBS 도전! 주부가요스타 대상 수상
- MBC 라디오 즐거운 오후 3시 최초 6승
- 2009년 대한민국나눔대상 국회농림수산식품위원장상
- 2012년 제12회 대한민국 전통가요대상 조직위원장상

## 데뷔
- 2009년 1집 앨범 '우리 사랑 / 사랑의 눈물'

## 음반
- 2008년 1집 얄리 얄리 / 몰라요
- 2009년 2집 우리 사랑 / 사랑의 눈물
- 2012년 3집 빨리 와 / 그냥 그냥
- 2014년 4집 왔을 때 꽉 잡아